# Castanopsis lucida
Castanopsis lucida är en bokväxtart som först beskrevs av Christian Gottfried Daniel Nees von Esenbeck, och fick sitt nu gällande namn av Engkik Soepadmo. Castanopsis lucida ingår i släktet Castanopsis och familjen bokväxter. Inga underarter finns listade.